# Apicia arnetaria
Apicia arnetaria är en fjärilsart som beskrevs av Achille Guenée 1858. Apicia arnetaria ingår i släktet Apicia och familjen mätare. Inga underarter finns listade i Catalogue of Life.